# 543年
| 千纪： | 1千纪                                                                                           |
| 世纪： | 5世纪 \| 6世纪 \| 7世纪                                                                         |
| 年代： | 510年代 \| 520年代 \| 530年代 \| 540年代 \| 550年代 \| 560年代 \| 570年代                       |
| 年份： | 538年 \| 539年 \| 540年 \| 541年 \| 542年 \| 543年 \| 544年 \| 545年 \| 546年 \| 547年 \| 548年 |
| 纪年： | 癸亥年（猪年）；南朝梁大同九年；高昌章和十三年；东魏武定元年；西魏大统九年；新罗建元八年        |

## 大事记
- 東魏高歡於邙山之戰擊敗西魏宇文泰。
- 遮婁其人在他補羅稽舍一世率領下，在德干建立遮婁其王朝，定都於婆塔比（今卡納塔克邦比賈布爾縣的巴達米）。
- 東哥特王國國王托提拉在哥特戰爭中逆轉了形勢，一度收復拜占庭帝國於540年前在義大利半島上占領的全部土地。

## 出生
- 獨孤伽羅，隋文帝皇后。
- 宇文邕，北周武帝。